# 4-Methyl-2-pentanol
4-Methyl-2-pentanol hay methyl isobutyl cacbinol (MIBC) là một hợp chất hữu cơ được sử dụng chủ yếu làm thuốc tạo bọt trong tuyển khoáng. Nó cũng được sử dụng làm dung môi trong tổng hợp hữu cơ và trong sản xuất dầu phanh  cũng như là tiền chất của một số chất hóa dẻo.